# Culicoides rachoui
Culicoides rachoui är en tvåvingeart som beskrevs av Tavares och Alves de Souza 1978. Culicoides rachoui ingår i släktet Culicoides och familjen svidknott. Inga underarter finns listade i Catalogue of Life.